# Flora Martirosian
Flora Artashesi Martirosian (en armenio: Ֆլորա Արտաշեսի Մարտիրոսյան, 5 de febrero de 1957 - 20 de noviembre de 2012) fue una cantante folclórica armenia, fundadora de la Fundación "Artistas por la Paz" e iniciadora del movimiento cultural Never Again.

## Biografía
Flora Martirosian nació el 5 de febrero de 1957 en Leninakan (actual Guiumri), RSS de Armenia, Unión Soviética en una familia conformada por un atleta y una ama de casa. Heredó sus habilidades vocales de su madre. Estudió en la Escuela Musical Gyumri. Su participación en el concurso Garun 73 en 1973 le valió el primer premio. Graduada del Conservatorio Estatal de Ereván, se casó con Hrahat Gevorgyan, un periodista, en 1987. Ganó su primer premio internacional en el Festival Internacional de Hamburgo en 1978. La canción Tsovastghik le dio gran fama, siendo reconocida como una de las mejores canciones durante 15 años. Realizó conciertos en más de 60 países de todo el mundo. Su familia se mudó a Los Ángeles, California en 1987 y regresó a Ereván en 1997. Fue directora de la Escuela Musical Armen Tigranyan de Ereván entre 1997-2001. Luego se mudó nuevamente a Los Ángeles. Fundó la Academia Musical Komitas en Los Ángeles en 2002. En 2007, estableció la Fundación de Caridad Artistas por la Paz, que atrajo a un gran número de cantantes de renombre mundial y estrellas de Hollywood que se unieron bajo el lema "Nunca más" para alzar su voz de protesta contra los genocidios. Martirosian dio su primer concierto en Los Ángeles en 2011. En 2005, juntos a Christine Pepelyan ganaron un premio llamado "The Best Duet" en Los Ángeles.
Falleció el 20 de noviembre de 2012. Se cree que las complicaciones de una cirugía de vesícula biliar fueron la causa de su muerte. Fue enterrada en el Panteón de la ciudad de Komitas en Ereván el 12 de diciembre de 2012.
El presidente Serzh Sargsián declaró que ella era "verdaderamente nacional", luego continuó diciendo "Las audiencias, que reunió en la patria y en la diáspora, hablan sobre las rutas étnicas de sus canciones, que se ha ganado como cantante distintiva y artista armenia".